# Henri Coudreau
Henri Anatole Coudreau (Sonnac, 1859 - Amazonas, novembro de 1899) foi um explorador e professor francês.
Foi professor no Colégio de Caiena, na  Guiana Francesa. Em 1895, contratado pelo governo do Pará, passou a fazer uma série de explorações pelos rios da Amazônia, tendo falecido as margens do Rio Trombetas. Escreveu Viagem ao Tapajós: 28 de julho de 1895 – 7 de janeiro de 1896 e Viagem ao Xingu: 30 de maio de 1896 – 26 de outubro de 1896.
Dos exploradores franceses que, realizando investigações geográficas, percorreram a América do Sul ou trechos mais ou menos delimitados do continente, nenhum foi mais completo ‒ do ponto de vista do acervo deixado para a estudos e apreciações críticas posteriores ‒ que o antigo aluno da Escola Normal especial de Cluny ‒ Henri‒Anatole Coudreau, nascido em Sonnac (Charente‒Inferior), a 6 de Maio de 1859 e falecido na altura da cachoeira Porteira, nas proximidades da embocadura do Mapuera com o Trombetas, no Estado do Pará, às 6 horas da tarde do dia 9 de Novembro de 1899.
Professor de História e de Geografia foi, em 1881, com a idade de 21 anos, enviado à América do Sul, como professor no Liceu de Caiena, tendo antes exercido por pouco tempo o magistério em Reims.
Na Guiana Francesa iniciou, nos períodos de férias, explorações nos arredores de Caiena, dilatando pouco a pouco suas viagens de estudos e observações até regiões mais afastadas, colhendo o material para o trabalho, publicado em 1883, denominado “Richesses da la Guyenne Française”, trabalho que obteve medalha na Exposição de Amsterdam.
De imaginação forte, amante da vida em contato com a Natureza, robusto, tenaz como Champlain e Renê Caillé, Henri‒Anatole Coudreau sempre almejou o patrocínio oficial de uma viagem de exploração na América do Sul. Em 1883 seus desejos foram satisfeitos. A serviço do Ministério da Marinha e das Colônias estudou, numa primeira missão, e nos anos de 1883, 84 e 85, os imensos territórios, então contestados, entre a Guiana Francesa e o Brasil. Partindo da Aldeia de Counani, passou depois ao Rio Branco indo até o Rio Negro permanecendo, nessa viagem de estudos, dois anos cheios de aventuras, sozinho entre os naturais da região. Os resultados dessa primeira missão exploradora valeram-lhe uma segunda, desta vez sob os auspícios do Ministério da Instrução Pública e do Ministério da Marinha e das Colônias, também.
Sua segunda missão durou ainda dois anos (Maio de 1887 a Abril de 1889) e, do ponto vista geográfico, foi particularmente rica, pois, além de percorrer um itinerário de 4.000 quilômetros levantados na escala de 1:100.000, realizou levantamentos considerados completos do Rio Oiapoque, do Maroni e do Moronini, da embocadura à nascente.
Viajando 2.600 quilômetros em rios e 1.400 em montanhas, Coudreau precisou para cobrir os 1.400 quilômetros no Tumucumaque, marchar efetivamente 210 dias a pé, dos quais 160 pelos caminhos indígenas da floresta e 50 através a própria mata virgem valendo-se da bússola e do sabre para a abertura de picadas e, principalmente, da caça para a alimentação. Acompanhavam-no, então, dois ou três índios, insignificante escolta para uma tão longa e perigosa travessia.
Descobrira 150 cumes que foram medidos e levantados Quase todas as nascentes dos cursos d’água das duas vertentes foram fixadas, bem como, descrito o relevo geral da região dos picos rochosos. Num itinerário quase igual a mil e quinhentos quilômetros, Henri‒Anatole Coudreau fez, por assim dizer, uma revelação quase completa da cadeia, como, aliás, já acentuara em 1889, Monde Illustré, de Paris.
O estudo do clima, a descrição da floresta de cacaueiros nativos e de árvores da borracha na região de Tumucumaque, ao pé das montanhas, tudo foi considerado pelo explorador francês que acreditou, com sinceridade, na possibilidade da sua exploração econômica e consequente colonização.
Do ponto de vista etnográfico descobriu, na região, cerca de 20 tribos indígenas todas sedentárias e agrícolas, pacíficas e inteligentes, das quais estudou os costumes, os hábitos e os dialetos.
Às duas viagens de 1883‒1885 e de 1887‒1889, seguiu-se a de 1889‒1891, no decorrer da qual escreveu:
“Ou ne pense, plus à la terre d’Amérique, on croit lui avoir tous pris parce qu’on a tiré un peu de l’or renfermé dans son sein Erreur! Cette terre éternéllement jeune ne demande qu’a produ ire et toute la flore exotique croit en Guyane”.
Para se avaliar da infatigável atividade do explorador após as 3 primeiras missões, basta que se atente para os trabalhos enumerados por sua diligente e inseparável companheira Madame O. Coudreau, ao escrever a biografia do ilustre espôso, exarada em “Voyage au Rio Trombetas ‒ 7 Aout 1889 ‒ 25 Novembre 1889 ‒ Paris ‒ A Lahuré, Imprimeur ‒ Éditeur ‒ 1900”; “La France équinoxiale, 2 volumes e um Atlas”; “Voyage Rio Branco”; “Les Français en Amazonie”; “Dialectes indiens de la Guyane”; “Les Indiens de la Guyane”; “Les Caraibes”; “Les Tumuc‒Humac”; “Les Lèjendes des Tumuc‒Humac”; “Le Brésil Nouveau”; “L’Émigration au Nouveau Monde”; “Dix ans de Guyane”, etc, etc.
Quanto aos itinerários e levantamentos foram assinalados por Madame Coudreau, ao todo, 38 folhas de levantamentos!
Em 1895, Henri‒Anatole Coudreau inaugurou um serviço de exploração no Estado do Pará, tendo sucessivamente explorado o Tapajós, o Xingu, o Tocantins, o Araguaia, o Itaboca, o ltacaiuna, bem assim a zona compreendida entre o Tocantins e o Xingu, o Jamundá e o Trombetas, em cujas margens faleceu.
À cerca da sua atividade e do valor de seus trabalhos escreveu Madame Coudreau: “Ao cabo de cada viagem publicou um livro relatando-a. Era muito produzir para um diletante como Coudreau”.
Em 1895, foi incumbido pelo governador do Pará ‒ Lauro Sodré ‒ de uma missão científica no Rio Tapajós. A respeito publicou, em Paris, 1897, A Lahure ‒ Éditeur ‒ Voyage au Tapajoz, volume traduzido para o português por A. de Miranda Bastos, com anotação de Raimundo Pereira Brasil, Companhia Editora Nacional, volume 208 ‒ Série 5, Brasiliana, Biblioteca Pedagógica Brasileira, S. Paulo.
No volume em apreço teve ocasião de finalizar o capítulo IX com as seguintes e sugestivas palavras sobre o futuro do Pará:
“O Pará, mais povoado, mais rico, tem o dever de tomar as grandes e audaciosas iniciativas que progressivamente farão desta região a rainha das regiões equatoriais, num meio de produção rico e variado, um centro deslumbrante e atraente de civilização É indiscutível que se o Pará aplicar com decisão e perseverança a divisa ‒ ‘Conhecer e fazer conhecer’, esta terra, para a qual o futuro começa a desenhar-se, conhecerá eras de esplendor e opulência” 
RBG, Revista Brasileira de Geografia. Vultos Da Geografia ‒ Do Brasil Henri‒Anatole Coudreau ‒ Serviço Gráfico do Instituto Brasileiro de Geografia e Estatística ‒ Abril-Junho de 1943